# Grodzisk Mazowiecki
Grodzisk Mazowiecki este un oraș în Polonia.